# 台新人壽
台新人壽，是台灣一家人壽保險公司，由台新新光金控併購保德信金融集團台灣子公司保德信國際人壽後改名而成。

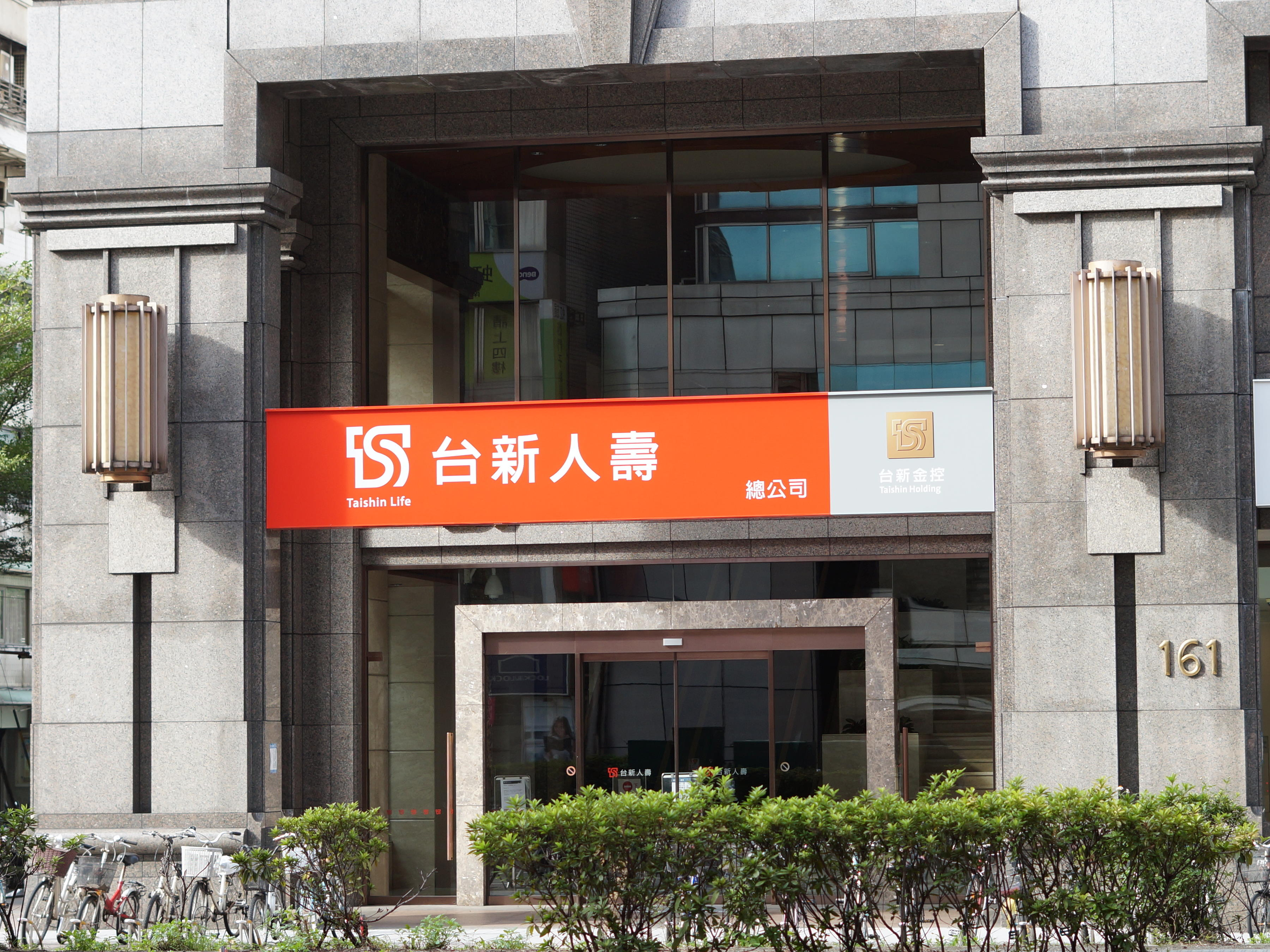
台新人壽總部大門

預計2026年併入新光人壽後走入歷史。

## 沿革
1989年，保德信金融集團子公司保德信人壽成立台灣分公司「美商保德信人壽保險股份有限公司台灣分公司」。2000年11月，保德信人壽台灣分公司升格為子公司「保德信國際人壽保險股份有限公司」。2021年5月31日中華民國金融監督管理委員會同意台新金控取得保德信國際人壽100%股份，2021年6月3日台新金控公告取得金管會認可函。取得中華民國公平交易委員會與金融監督管理委員會保險局核准後，2021年6月30日保德信國際人壽成為台新金控子公司。2021年8月10日，台新金控公告，奉中華民國經濟部核准，保德信國際人壽更名為「台新人壽保險股份有限公司」。2021年8月23日，台新人壽在台北市松山區南京東路五段161號「台新人壽大樓」舉行更名儀式。

## 事件
2022年4月29日，台新人壽2021年銷售第一的保單「金豐盛利率變動型美元終身壽險」因宣告利率不合理而遭金管會保險局勒令停賣，是金管會首次要求宣告利率不合理的壽險業者停賣。

## 外部連結
- （繁體中文） 台新人壽 （页面存档备份，存于）